# Mervin Jackson
Mervin „Merv” Peter Jackson Jr (ur. 15 sierpnia 1946 w Savannah, zm. 7 czerwca 2012 w Chicago) – amerykański koszykarz, występujący na pozycji rozgrywającego.

## Osiągnięcia
Na podstawie, o ile nie zaznaczono inaczej.
NCAA
- Uczestnik NCAA Final Four (1968)
- Mistrz sezonu regularnego konferencji Western Athletic (WAC – 1966)
- Zaliczony do:
  - I składu:
    - All-American (1968 przez USBWA)
    - WAC (1967, 1968)
    - NCAA Tournament All-Region (1966)

  - III składu All-American (1968 przez NABC)

ABA
- Mistrz ABA (1971)
- Wicemistrz ABA (1970)
- Uczestnik meczu gwiazd ABA (1969)

Inne
- Zaliczony do Galerii Sław Sportu – Greater Savannah Athletic Hall of Fame (1979)